# Lijst van Eerste Kamerleden 1815-1849
Lijst van Eerste Kamerleden 1815-1849 geeft een overzicht van de leden van de Nederlandse Eerste Kamer in de periode tussen 21 september 1815 en 13 februari 1849.
De Eerste Kamer telde in deze periode aanvankelijk minimaal 40 en maximaal 60 leden, die door de koning benoemd werden. Na de afscheiding van de Zuidelijke Nederlanden in 1830, gepaard gaande met aftreden van alle leden uit de Zuidelijke Nederlanden, werden deze aantallen teruggebracht tot 20 resp. 30. De leden werden benoemd voor het leven.
| Naam                                           | groepering      | begindatum        | einddatum         | refs    |
| ---------------------------------------------- | --------------- | ----------------- | ----------------- | ------- |
| Onno Alberda van Ekenstein                     | regeringsgezind | 21 september 1815 | 21 oktober 1821   | [ 1 ]   |
| François d'Anethan                             |                 | 21 september 1815 | 10 maart 1824     | [ 2 ]   |
| Hans van Aylva                                 | regeringsgezind | 21 september 1815 | 29 december 1827  | [ 3 ]   |
| Florent de Berlaymont                          |                 | 21 september 1815 | 17 februari 1825  | [ 4 ]   |
| Hugo van Bleyswijk                             | regeringsgezind | 21 september 1815 | 19 september 1821 | [ 5 ]   |
| Joseph von Blockhausen                         |                 | 21 september 1815 | 31 januari 1816   | [ 6 ]   |
| Jean-Guillaume de Borchgrave d'Altena          |                 | 21 september 1815 | 7 mei 1818        | [ 7 ]   |
| Philippe van Borsselen van der Hooghe          |                 | 21 september 1815 | 27 september 1829 | [ 8 ]   |
| Marten Bowier                                  | regeringsgezind | 21 september 1815 | 30 januari 1830   | [ 9 ]   |
| Willem van Brienen van de Groote Lindt         | regeringsgezind | 21 september 1815 | 30 januari 1830   | [ 10 ]  |
| Robert du Chastel                              |                 | 21 september 1815 | 5 april 1825      | [ 11 ]  |
| Jacob van der Dussen                           | regeringsgezind | 21 september 1815 | 24 december 1820  | [ 12 ]  |
| Joseph della Faille de Leverghem               |                 | 21 september 1815 | 24 maart 1822     | [ 13 ]  |
| Charles-Alexandre de Gavre                     | regeringsgezind | 21 september 1815 | 20 oktober 1830   | [ 14 ]  |
| Maarten van der Goes van Dirxland              | regeringsgezind | 21 september 1815 | 10 juli 1826      | [ 15 ]  |
| Jean-Baptiste d'Hane de Steenhuyse             |                 | 21 september 1815 | 17 januari 1826   | [ 16 ]  |
| Louis-François de Harchies de Vlamertinghe     |                 | 21 september 1815 | 8 september 1822  | [ 17 ]  |
| Paulus van der Heim                            | regeringsgezind | 21 september 1815 | 6 april 1823      | [ 18 ]  |
| Johan van Hogendorp van Heeswijk               | regeringsgezind | 21 september 1815 | 18 oktober 1831   | [ 19 ]  |
| Apollonius Lampsins                            | regeringsgezind | 21 september 1815 | 20 oktober 1822   | [ 20 ]  |
| Philippe de Lens                               |                 | 21 september 1815 | 15 juni 1819      | [ 21 ]  |
| Philippe de Lens                               | 17 oktober 1826 | 20 maart 1830     |                   | [ 21 ]  |
| Franciscus de Méan de Beaurieux                |                 | 21 september 1815 | 18 oktober 1830   | [ 22 ]  |
| Maximilien van der Noot_d'Assche               |                 | 21 september 1815 | 18 oktober 1830   | [ 23 ]  |
| Zacharie Obert de Quévy                        |                 | 21 september 1815 | 9 september 1820  | [ 24 ]  |
| Adolph van Pallandt van Eerde                  | regeringsgezind | 21 september 1815 | 7 december 1823   | [ 25 ]  |
| Constantin de Preud'homme d'Hailly de Nieuport | regeringsgezind | 21 september 1815 | 18 oktober 1830   | [ 26 ]  |
| Clément de Renesse-Breidbach                   |                 | 21 september 1815 | 18 oktober 1830   | [ 27 ]  |
| Willem van Spaen la Lecq                       | regeringsgezind | 21 september 1815 | 29 april 1817     | [ 28 ]  |
| François de Spangen                            | '               | 21 september 1815 | 19 april 1826     | [ 29 ]  |
| Charles de Stockhem de Heers                   |                 | 21 september 1815 | 18 oktober 1830   | [ 30 ]  |
| Charles de Thiennes de Lombise                 | regeringsgezind | 21 september 1815 | 20 oktober 1830   | [ 31 ]  |
| Rutger Jan Schimmelpenninck                    | moderaat        | 21 september 1815 | 15 februari 1825  | [ 32 ]  |
| Georges de Trazegnies                          | onafhankelijk   | 21 september 1815 | 18 oktober 1830   | [ 33 ]  |
| Willem van Tuyll van Serooskerken              | regeringsgezind | 21 september 1815 | 5 februari 1830   | [ 34 ]  |
| Nicolaes Warin                                 | regeringsgezind | 21 september 1815 | 11 oktober 1815   | [ 35 ]  |
| Gerrit van Asbeck tot Berge en Munsterhausen   | regeringsgezind | 26 september 1815 | 4 april 1836      | [ 36 ]  |
| Nicolaas Steengracht                           | regeringsgezind | 17 oktober 1815   | 13 december 1840  | [ 37 ]  |
| Willem van Lynden van Blitterswijk             | regeringsgezind | 24 oktober 1815   | 13 februari 1816  | [ 38 ]  |
| Floris Willem Sloet tot Warmelo                | regeringsgezind | 24 oktober 1815   | 30 januari 1838   | [ 39 ]  |
| Hendrik van Stralen                            | regeringsgezind | 21 november 1815  | 6 november 1822   | [ 40 ]  |
| Frederik Boers                                 | regeringsgezind | 12 december 1815  | 28 december 1815  | [ 41 ]  |
| Carel van Boetzelaer van Dubbeldam             | regeringsgezind | 8 februari 1816   | 24 oktober 1829   | [ 42 ]  |
| Evert van Heeckeren                            | moderaat        | 8 februari 1816   | 13 januari 1831   | [ 43 ]  |
| Romain de Néverlée de Baulet                   |                 | 8 februari 1816   | 24 mei 1821       | [ 44 ]  |
| Cornelis Osy van Zegwaard                      |                 | 8 februari 1816   | 18 oktober 1830   | [ 45 ]  |
| Carel de Vos van Steenwijk                     | regeringsgezind | 8 februari 1816   | 2 januari 1830    | [ 46 ]  |
| Willem van Wassenaer Starrenburg               | regeringsgezind | 8 februari 1816   | 25 maart 1833     | [ 47 ]  |
| Jean-Charles de Carnin de Staden               |                 | 24 juni 1816      | 2 mei 1826        | [ 48 ]  |
| Jacob Cambier                                  | regeringsgezind | 16 juli 1816      | 4 oktober 1831    | [ 49 ]  |
| Willem Röell                                   | regeringsgezind | 19 februari 1817  | 3 januari 1835    | [ 50 ]  |
| Guillaume de Feltz                             |                 | 30 oktober 1817   | 3 juli 1820       | [ 51 ]  |
| Charles de Keverberg van Kessel                |                 | 30 oktober 1817   | 20 oktober 1830   | [ 52 ]  |
| Frédéric van Leyden van Westbarendrecht        | regeringsgezind | 18 december 1817  | 25 november 1821  | [ 53 ]  |
| Frederik van der Goltz                         | regeringsgezind | 27 februari 1818  | 4 februari 1849   | [ 54 ]  |
| Frans van Lynden van Hemmen                    | regeringsgezind | 27 februari 1818  | 12 februari 1845  | [ 55 ]  |
| Samuel van Limburg Stirum                      | regeringsgezind | 21 december 1818  | 20 juli 1824      | [ 56 ]  |
| Charles-Albert van der Burch                   |                 | 4 mei 1819        | 20 oktober 1830   | [ 57 ]  |
| Jacob Uitenhage de Mist                        | regeringsgezind | 27 september 1820 | 3 augustus 1823   | [ 58 ]  |
| François-Joseph de Riquet de Caraman Chimay    |                 | 6 november 1820   | 20 oktober 1830   | [ 59 ]  |
| Jacob Dedel                                    | onafhankelijk   | 3 juli 1821       | 23 mei 1848       | [ 60 ]  |
| Joseph de Loën d'Enschede                      |                 | 3 juli 1821       | 20 oktober 1830   | [ 61 ]  |
| Jean Moreau de Bioul                           | regeringsgezind | 14 november 1821  | 18 oktober 1830   | [ 62 ]  |
| Hilarion de Liedekerke Beaufort                |                 | 31 oktober 1822   | 20 oktober 1830   | [ 63 ]  |
| Adolph van Pallandt van Beerse                 | regeringsgezind | 24 december 1822  | 2 oktober 1848    | [ 64 ]  |
| Bernard de Bethune Hesdigneul                  |                 | 25 maart 1823     | 20 oktober 1830   | [ 65 ]  |
| Hendrik Martini                                | regeringsgezind | 25 maart 1823     | 16 december 1848  | [ 66 ]  |
| Jean de Hemricourt de Ramioulle                |                 | 19 oktober 1824   | 18 oktober 1830   | [ 67 ]  |
| Charles de Marnix                              | orangist        | 19 oktober 1824   | 18 oktober 1830   | [ 68 ]  |
| Charles-Aimé van der Meere de Cruyshauthem     |                 | 19 oktober 1824   | 18 oktober 1830   | [ 69 ]  |
| Philippe d'Arschot Schoonhoven                 | onafhankelijk   | 19 oktober 1824   | 18 oktober 1830   | [ 70 ]  |
| Onno Alberda van Rensuma                       | regeringsgezind | 30 oktober 1824   | 12 juni 1829      | [ 71 ]  |
| Thimon van Heerdt tot Eversberg                | regeringsgezind | 14 december 1824  | 28 januari 1844   | [ 72 ]  |
| Louis de Goër de Herve                         |                 | 18 oktober 1825   | 18 oktober 1830   | [ 73 ]  |
| Willem de Pesters van Cattenbroek              | regeringsgezind | 18 oktober 1825   | 21 april 1831     | [ 74 ]  |
| Willem van Reede                               | regeringsgezind | 18 oktober 1825   | 13 augustus 1838  | [ 75 ]  |
| Johan van Spaen tot Biljoen                    | regeringsgezind | 18 oktober 1825   | 18 november 1827  | [ 76 ]  |
| Ignatius de Vinck de Wesel                     |                 | 18 oktober 1825   | 18 oktober 1830   | [ 77 ]  |
| Jan Pieter van Wickevoort Crommelin            | regeringsgezind | 18 oktober 1825   | 6 mei 1837        | [ 78 ]  |
| François de Jonge                              | regeringsgezind | 13 maart 1826     | 31 december 1834  | [ 79 ]  |
| Arnoldus van Gennep                            | regeringsgezind | 17 oktober 1826   | 24 maart 1846     | [ 80 ]  |
| Benoît Holvoet                                 |                 | 17 oktober 1826   | 18 oktober 1830   | [ 81 ]  |
| Pierre Nicolaï                                 |                 | 17 oktober 1826   | 18 oktober 1830   | [ 82 ]  |
| Chrétien de Thiennes                           |                 | 17 oktober 1826   | 18 oktober 1830   | [ 83 ]  |
| Melchior Goubau d'Hovorst                      |                 | 27 oktober 1826   | 18 oktober 1830   | [ 84 ]  |
| Willem van de Poll                             | regeringsgezind | 7 mei 1827        | 19 december 1836  | [ 85 ]  |
| Charles de Vaernewyck d'Angest                 |                 | 27 december 1827  | 20 oktober 1830   | [ 86 ]  |
| André Membredea                                | regeringsgezind | 20 maart 1828     | 25 oktober 1831   | [ 87 ]  |
| Charles de Brouckère                           | regeringsgezind | 21 oktober 1828   | 18 oktober 1830   | [ 88 ]  |
| Hendrik van der Goes                           | regeringsgezind | 21 oktober 1828   | 26 januari 1830   | [ 89 ]  |
| Gijsbert Fontein Verschuir                     | regeringsgezind | 18 oktober 1831   | 2 januari 1838    | [ 90 ]  |
| Joost Jarges                                   | regeringsgezind | 18 oktober 1831   | 6 januari 1845    | [ 91 ]  |
| Jan van Lynden van Lunenburg                   | regeringsgezind | 18 oktober 1831   | 12 februari 1849  | [ 92 ]  |
| Arnoldus Verheyen                              | regeringsgezind | 18 oktober 1831   | 12 februari 1849  | [ 93 ]  |
| Jean van Bylandt                               | regeringsgezind | 14 december 1831  | 27 juli 1841      | [ 94 ]  |
| Andries Deutz van Assendelft                   | regeringsgezind | 27 december 1831  | 18 juni 1833      | [ 95 ]  |
| Gerard Clifford                                | regeringsgezind | 24 oktober 1833   | 7 maart 1847      | [ 96 ]  |
| Leopold van Limburg Stirum                     | regeringsgezind | 24 oktober 1833   | 25 juni 1840      | [ 97 ]  |
| Tammo Sypkens                                  | regeringsgezind | 21 oktober 1834   | 12 november 1840  | [ 98 ]  |
| Cornelis Bijleveld                             | regeringsgezind | 20 oktober 1835   | 12 februari 1849  | [ 99 ]  |
| Tinco Lycklama à Nijeholt (1766-1844)          | regeringsgezind | 20 oktober 1835   | 20 februari 1844  | [ 100 ] |
| Marc du Tour van Bellinchave                   | regeringsgezind | 18 oktober 1836   | 29 april 1848     | [ 101 ] |
| Gerrit Schimmelpenninck                        | regeringsgezind | 1 december 1836   | 12 februari 1849  | [ 102 ] |
| Alexander van Hugenpoth tot Aerdt              | regeringsgezind | 16 oktober 1838   | 12 februari 1849  | [ 103 ] |
| David Chassé                                   | regeringsgezind | 22 oktober 1839   | 2 oktober 1848    | [ 104 ] |
| Adriaan van der Hoop                           | regeringsgezind | 22 oktober 1839   | 12 februari 1849  | [ 105 ] |
| Hendrik Trip                                   | regeringsgezind | 21 mei 1840       | 12 februari 1849  | [ 106 ] |
| Wigbold van Limburg Stirum Noordwijk           | regeringsgezind | 6 augustus 1840   | 12 februari 1849  | [ 107 ] |
| Hubert van Asch van Wijck                      | regeringsgezind | 20 oktober 1840   | 16 juli 1843      | [ 108 ] |
| Arnoud van Brienen van de Groote Lindt         | regeringsgezind | 20 oktober 1840   | 12 februari 1849  | [ 109 ] |
| Pierre de Liedel de Well                       | regeringsgezind | 20 oktober 1840   | 12 februari 1849  | [ 110 ] |
| Oncko van Swinderen van Rensuma                | regeringsgezind | 20 oktober 1840   | 12 februari 1849  | [ 111 ] |
| Johan Weerts                                   | regeringsgezind | 20 oktober 1840   | 15 mei 1842       | [ 112 ] |
| Jan Imam van Wickevoort Crommelin              | regeringsgezind | 20 oktober 1840   | 4 december 1841   | [ 113 ] |
| Marinus Piepers                                | regeringsgezind | 26 januari 1841   | 12 februari 1849  | [ 114 ] |
| Pibo Brugmans                                  | regeringsgezind | 11 november 1841  | 12 februari 1849  | [ 115 ] |
| Hendrik de Kock                                | regeringsgezind | 1 juli 1842       | 12 april 1845     | [ 116 ] |
| Maurits van Hall                               | regeringsgezind | 21 oktober 1842   | 12 februari 1849  | [ 117 ] |
| Everard van Weede van Dijkveld                 | regeringsgezind | 1 februari 1843   | 26 maart 1844     | [ 118 ] |
| Jacob van Nes van Meerkerk                     | regeringsgezind | 29 februari 1844  | 12 februari 1849  | [ 119 ] |
| Johan Huyssen van Kattendijke                  | regeringsgezind | 20 juni 1844      | 12 februari 1849  | [ 120 ] |
| Frederik van Rappard                           | regeringsgezind | 21 oktober 1844   | 12 februari 1849  | [ 121 ] |
| Willem van Junius van Hemert                   | regeringsgezind | 4 november 1845   | 12 februari 1849  | [ 122 ] |
| Sjuck van Welderen Rengers                     | moderaat        | 16 december 1845  | 13-02-1849 [ i ]  | [ 123 ] |
| Willem Schimmelpenninck van der Oye            | conservatief    | 20 maart 1846     | 18 oktober 1847   | [ 124 ] |
| Hendrik van der Houven                         | regeringsgezind | 30 maart 1846     | 12 februari 1849  | [ 125 ] |
| Pieter van Akerlaken                           | regeringsgezind | 19 oktober 1847   | 12 februari 1849  | [ 126 ] |
| Frans van der Duyn van Maasdam                 | moderaat        | 25 augustus 1848  | 19 december 1848  | [ 127 ] |
| Johan Hinlópen                                 | regeringsgezind | 25 augustus 1848  | 12 februari 1849  | [ 128 ] |
| Petrus Sevenstern                              | regeringsgezind | 25 augustus 1848  | 12 februari 1849  | [ 129 ] |
| Frederic van der Oudermeulen                   | moderaat        | 27 augustus 1848  | 12 februari 1849  | [ 130 ] |
| Hendrik van Heeckeren van Enghuizen            | moderaat        | 10 september 1848 | 13-02-1849 [ i ]  | [ 131 ] |
| Louis van Limburg Stirum                       | liberaal        | 7 oktober 1848    | 13-02-1849 [ i ]  | [ 132 ] |
| Otto van Bylandt                               | regeringsgezind | 9 oktober 1848    | 12 februari 1849  | [ 133 ] |
| Arnoldus Vos de Wael                           | liberaal        | 9 oktober 1848    | 13-02-1849 [ i ]  | [ 134 ] |

1815-1849 ·
1849-1850 ·
1850-1853 ·
1853-1856 ·
1856-1859 ·
1859-1862 ·
1862-1865 ·
1865-1868 ·
1868-1871 ·
1871-1874 ·
1874-1877 ·
1877-1880 ·
1880-1883 ·
1883-1884 ·
1884-1887 ·
1887-1888 ·
1888-1890 ·
1890-1893 ·
1893-1896 ·
1896-1899 ·
1899-1902 ·
1902-1904 ·
1904-1907 ·
1907-1910 ·
1910-1913 ·
1913-1916 ·
1916-1917 ·
1917-1919 ·
1919-1922 ·
1922-1923 ·
1923-1926 ·
1926-1929 ·
1929-1932 ·
1932-1935 ·
1935-1937 ·
1937-1946 ·
1946-1948 · 
1948-1951 ·
1951-1952 · 
1952-1955 · 
1955-1956 ·
jul-nov 1956 · 
1956-1960 · 
1960-1963 · 
1963-1966 · 
1966-1969 · 
1969-1971 · 
1971-1974 · 
1974-1977 · 
1977-1980 · 
1980-1981 · 
1981-1983 · 
1983-1986 · 
1986-1987 ·
1987-1991 · 
1991-1995 · 
1995-1999 · 
1999-2003 · 
2003-2007 · 
2007-2011 · 
2011-2015 · 
2015-2019 · 
2019-2023 · 
2023-2027
Overzicht historische zetelverdeling